# 1-й армейский корпус (Украина)
1-й армейский корпус (укр. 1-й армійський корпус, сокращённо 1 ак или 1 АК) — оперативно-тактическое соединение Сухопутных войск Вооружённых сил Украины, в 1992—1996 годах.
В 1996 году 1-й армейский корпус был преобразован в Северное оперативно-территориальное командование с органами управления в Чернигове, в 1998 году преобразовано в Оперативное командование «Север».

## История
Костяк 1-го армейского корпуса составили формирования 1-й гвардейской армии ВС Союза ССР, вошедшей в состав вооружённых сил Украины после распада СССР. В год образования корпуса Национальная гвардия Украины получила от него 318-ю отдельную вертолётную эскадрилью: боевые вертолёты эскадрильи были единственным доступными во всём Киевском военном округе.
В 1996 году 1-й армейский корпус был преобразован в Северное оперативно-территориальное командование с органами управления в Чернигове, в 1998 году преобразовано в Оперативное командование «Север».

## Структура
По состоянию на 1992 год:
| №  | Эмблема | Формирование | Номер В/Ч | Место дислокации                    | Подчинённые формирования |
| -- | ------- | --- | --------- | ----------------------------------- | --- |
| 1  |         | 123-я ракетная бригада                                                                                           | 67689     | Конотоп (Сумская область)           | |
| 2  |         | 108-я зенитная ракетная бригада                                                                                  | 36836     | Золотоноша (Черкасская область)     | 1656-й отдельный зенитный ракетный дивизион |
| 3  |         | 71-й артиллерийский полк                                                                                         | 83799     | Фастов (Киевская область)           | |
| 4  |         | 976-й противотанковый артиллерийский полк                                                                        | 33991     | Фастов (Киевская область)           | |
| 5  |         | 961-й реактивный артиллерийский полк                                                                             | 02104     | Фастов (Киевская область)           | |
| 6  |         | 30-я отдельная смешанная авиационная эскадрилья                                                                  | 12382     | Гончаровское (Черниговская область) | |
| 7  |         | 30-й отдельный полк связи                                                                                        | 59261     | Чернигов (Черниговская область)     | |
| 8  |         | 92-й отдельный радиотехнический батальон ПВО                                                                     |           | Чернигов (Черниговская область)     | |
| 9  |         | 417-й отдельный инженерно-сапёрный батальон                                                                      | 26760     | Чернигов (Черниговская область)     | |
| 10 |         | 832-й отдельный батальон обнаружения и разведки                                                                  | 71515     | Чернигов (Черниговская область)     | |
| 11 |         | 102-я бригада материального обеспечения                                                                          | 36784     | Чернигов (Черниговская область)     | |
| 12 |         | 6298-я база хранения имущества (41-я гвардейская танковая дивизия)                                               | 43128     | Черкассы (Черкасская область)       | |
| 13 |         | 4214-я база хранения имущества и техники (7-я гвардейская танковая дивизия + база 200-й мотострелковой дивизии)  | 18626     | Пирятин (Полтавская область)        | |
| 14 |         | 5193-я база хранения имущества и техники (204-я мотострелковая дивизия)                                          | 05780     | Умань (Черкасская область)          | |
| 15 |         | 5001-я база хранения имущества и техники (47-я мотострелковая дивизия и 39-я гвардейская мотострелковая дивизия) | 68180     | Конотоп (Сумская область)           | |
| 16 |         | 25-я гвардейская механизированная дивизия                                                                        | 03304     | Лубны (Полтавская область)          | - 132-й гвардейский механизированный полк - 136-й гвардейский механизированный полк - 426-й гвардейский механизированный полк - 280-й танковый полк - 53-й гвардейский артиллерийский полк - 1175-й зенитный ракетный полк - 130-й отдельный разведывательный батальон - 34-й отдельный батальон связи - 28-й отдельный инженерно-сапёрный батальон - 1090-й отдельный батальон материального обеспечения - 350-й отдельный ремонтно-восстановительный батальон                                                                                              |
| 17 |         | 72-я механизированная дивизия                                                                                    | 07224     | Белая Церковь (Киевская область)    | - 222-й гвардейский механизированный полк - 224-й гвардейский механизированный полк - 229-й гвардейский механизированный полк - 292-й гвардейский танковый полк (Гончаровское) - 155-й гвардейский самоходно-артиллерийский полк - 1129-й зенитный ракетный полк - 1345-й отдельный противотанковый артиллерийский дивизион - 117-й отдельный разведывательный батальон - 538-й отдельный батальон связи - 220-й отдельный инженерно-сапёрный батальон - 892-й отдельный батальон тылового обеспечения - 280-й отдельный ремонтно-восстановительный батальон |
| 18 |         | 314-й отдельный батальон охраны и обслуживания                                                                   | 06667     | Чернигов (Черниговская область)     | 55-я отдельная рота охраны и обслуживания |
| 19 |         | 367-й информационно-телекоммуникационный узел                                                                    | 11705     | Чернигов (Черниговская область)     | |
| 20 |         | 307-й отдельный батальон радиоэлектронной борьбы                                                                 |           | Чернигов (Черниговская область)     | |
| 21 |         | 161-я отдельная эскадрилья беспилотных средств разведки                                                          | 19812     | Гончаровское (Черниговская область) | |
| 22 |         | 48-й отдельный батальон химзащиты                                                                                | 77017     | Гончаровское (Черниговская область) | |
| 23 |         | 147-й отдельный ремонтно-восстановительный батальон                                                              | 77855     | Гончаровское (Черниговская область) | |
| 24 |         | 162-я ракетная бригада                                                                                           | 54232     | Белая Церковь (Киевская область)    | |
| 25 |         | 761-й отдельный разведывательный артиллерийский полк                                                             |           | Кременчуг (Полтавская область)      | |
| 26 |         | 720-й переправно-десантный батальон                                                                              | 38364     | Ахтырка (Сумская область)           | |
| 27 |         | 281-я пушечная артиллерийская бригада                                                                            | 32827     | Девички (Киевская область)          | |

## Командир
- Февраль 1994 — апрель 1996: генерал-лейтенант Колотов, Виктор Николаевич[укр.][4]